# Івановський (Ульяновська область)
Івановський (рос. Ивановский) — селище в Карсунському районі Ульяновської області Російської Федерації.
Населення становить 9 осіб. Входить до складу муніципального утворення Урено-Карлинське сільське поселення.

## Історія
Від 2004 року входить до складу муніципального утворення Урено-Карлинське сільське поселення.

## Населення
1. Н/Д[2]